# Произвођач вештачког цвећа
Вештачко цвеће и биљке су имитације природног цвећа и биљака које се користе за декорацију. Понекад се праве у научне сврхе (колекција стакленог цвећа на Универзитету Харвард, на пример, илуструје флору Сједињених Држава).
Материјали коришћени у њиховој производњи укључују обојено платно и струготине обојеног рога у старом Египту, злато и сребро у старом Риму, пиринчани папир у Кини, чауре свилене бубе у Италији, обојено перје у Јужној Америци и восак и обојене шкољке.  Модерне технике укључују изрезбарени или обликовани сапун, најлонску мрежу затегнуту преко жичаних оквира, млевену глину и пластичне материјале. Полиестер је био главни материјал за производњу вештачког цвећа од 1970-их. Већина вештачког цвећа на тржишту данас је направљена од полиестерске тканине.

## Производња
Индустрија је сада високо специјализована са неколико различитих производних процеса. Стотине фабрика вештачког цвећа у области делте Бисерне реке у провинцији Гуангдонг у Кини изграђене су од раних 1980-их.

### Полиестер и папир
Може се разликовати пет главних процеса:
Први корак се састоји од стављања полиестерске тканине у желатин како би се учврстила.
Други се састоји од сечења различитих полиестерских тканина и материјала који се користе у облике погодне за формирање листова, латица, итд; ово се може урадити маказама, али се чешће ради са печатима који могу да пресеку десетак или више дебљина једним ударцем.
Затим се утискују жиле листова, а латицама дају природне заобљене форме пеглањем различитих облика.
Следећи корак је састављање латица и других делова цвета, који се прави од центра ка споља.
Букет вештачког цвећа
Пети корак је монтирање цвета на стабљику од месингане или гвоздене жице умотане у материјал одговарајуће боје и додавање листова.
Док је материјал који се најчешће користи за израду вештачког цвећа полиестерска тканина, и папирно и платнено цвеће се такође прави и техником оригами.

### Цвеће од најлона
Уметност прављења цвећа од најлона је занат који се лако учи и који користи једноставне алате и јефтин материјал за постизање добрих резултата. Производња цвећа од најлона уживала је кратку популарност у Сједињеним Државама 1970-их и убрзо постала веома популарна у Јапану. Последњих година популарност заната проширила се на Азију, Европу и Аустралију. Са појавом нових боја и материјала, уметност се проширила на бесконачне нове могућности израде цвећа од најлона.
Основни материјали потребни за израду најлонског цвећа су: жица, најлон, најлонски конац, цветна трака и стамен. За неко цвеће су потребне памучне куглице, тканине (или вата), бели лепак, акрилна боја и четке.

### Свилено цвеће
Свилено цвеће је направљено од протеинских влакана које преде свилена буба, стварајући цвеће налик реалном. Цвеће за које се описује да је направљено од свиле „правом техником додира“ није направљено од свиле, већ је направљено од полиестера, полимера и пластике.  Штавише, текстилни предмети направљени од полиестера, али који се продају као "свила", крше амерички савезни закон - посебно Закон о идентификацији производа од текстилних влакана из 1959. године.

### Сапун
Постоје две методе:
- Резбарено цвеће: Шипка са слојевитим сапуном у боји је монтирана у струг, а у њу се клешу кружни жлебови. Готов цвет је симетричан и правилан, али цветови нису идентични и могу се назвати ручно рађеним.
- Обликовано цвеће: Сапун без уља самлевен у прах се меша са водом, а паста се користи као материјал за моделирање. Текстуре листова и латица су утиснуте или намотане на сапун. Ово је скуп, радно интензиван процес.

### Глина
Цвеће од глине се прави ручно од специјалне ваздушно сушене полимерне глине или хладног порцелана, челичне жице, боје, лепка, траке и понекад папира и пене као пунила. Уз помоћ секача, где сваки цвет има свој сет секача, делови се секу од још мекане глине и потом формирају специјално дизајнираним алатима. Након сушења, ови делови се фарбају и потом склапају у цео цвет. Када их прави вешт мајстор, цвеће од глине може бити веома реалистично. Са Тајланда, где је ова уметност веома популарна, проширила се на Европу, Русију и САД.

### Стакло
Стакло се топи и ручно дува у облике цвећа. Рад са стаклом на високим температурама за формирање цвета је веома тежак, због чега је стаклено цвеће много скупље од типичног вештачког цвећа.

### Пластика
Инјекционо бризгање се користи за масовну производњу пластичног цвећа. Пластика се убризгава у претходно обликовану металну матрицу.

## Simulacraceae
Часопис Ethnobotany Research and Applications објавио је необичан рад који тврди да је кулминација шестогодишњег пројекта у исцрпној таксономији вештачких биљака и груписао је групу у једну породицу под називом Simulacraceae („Породица симулиране биљке").

## Историја
Цветни венци које су правили стари Египћани формирали су од танких плоча рога обојених у различите боје. Такође су се понекад састојале од листова бакра, позлаћених или посребрених. Стари Римљани су се истакли у уметности опонашања цвећа у воску и у овој грани уметности достигли степен савршенства. Крас, познат по свом богатству, даривао је победницима у играма које је славио у Риму круне од вештачког лишћа од злата и сребра.
У новије време, Италијани су први стекли славу због вештине и укуса који су показали у овој производњи. Касније су се славиле енглеске, америчке, а посебно француске мануфактуре. Кинези и Јапанци показују велику спретност у овом послу. Рано вештачко цвеће прављено је од разнобојних трака које су биле уплетене заједно и причвршћене за мале комаде жице. Али ови први покушаји су били изразито груби.
У првој половини 19. века, шведска уметница Ема Фурстенхоф постала је међународно позната у Европи по својим вештачким цветним аранжманима од воска у техници која се сматра новином у савременој Европи.
У 20. веку, Colefax & Fowler, преко Констанце Спри, развили су и промовисали изузетан, иако скуп, метод производње вештачког цвећа обложеног воском, који је био заснован на викторијанском изуму парафинског цвећа.
Перје птица Јужне Америке је прилагођено за вештачко цвеће због сјаја и постојаности нијанси, а староседеоци тог континента дуго су се са успехом бавили прављењем цвећа од перја. Лондонски зоолошки врт садржи колекцију вештачког цвећа направљеног од перја колибрија.

## Галерија
- Вештачке руже
- Приказ вештачких листова
- Свећа у облику руже
- Вештачка папрат
- Лажно дрвеће и приземне биљке у затвореном простору
- Торањ за мобилни телефон прерушен у дрво